# 小将镇
小将镇，中国浙江省绍兴市新昌县下辖的一个镇。2019年12月26日，撤销小将镇、巧英乡建制，合并设立新的小将镇。

## 行政区划
小将镇现辖：
里小将村、外小将村、里宅村、里东村、岭脚村、上朱部村、铜坑村、下朱部村、茅洋村、道士岙村、芹塘村、旧坞村、平山村、结局山村、里家溪村、南洲村、罗溪村、金村、下联村、方泉村、五埠村、新欣村、桥里房村、迭里村和小将林场，上三坑村、唐家村、桥下村、中溪村、溪口村、细心坑村、莒根村、巧英村、溪竹村、尖坑村、大雷村、三坑村、联防村、雪头村和五星村。